# Michael John Donoghue
Michael John Donoghue (n. 1952 ) es un botánico, ecólogo, micólogo y taxónomo estadounidense. Desarrolla actividades académicas en el Dto. de Ecología y Biología evolutiva, de la Universidad de Arizona; trabajando en ecologíamacro, biogeografía. Y desde 2006 en el Dto. de Ecología & Biología Evolutiva y Museo Peabody de Historia Natural, de la Universidad Yale.

## Obras
- michael j. Donoghue. 2005. Phylogeny and biogeography of Valerianaceae (Dipsacales) with special reference to the South American valerians. Suppl.: Taxa, vouchers, and GenBank accession numbers. En: Organisms, diversity & evolution / Electronic supplement 5 ( 9): 1-7

- -------------------------------. 2005. Key innovations, convergence, and success: macroevolutionary lessons from plant phylogeny. Paleobiology 31 (2, suppl.): 77-93

- -------------------------------. 2004. Immeasurable progress on the tree of life. pp. 548-552 in: Cracraft, J. & Donoghue, M.J. (eds.) Assembling the Tree of Life. Oxford Univ. Press, Oxford

- -------------------------------, p.d. Cantino. 1988. Paraphyly, Ancestors, and the Goals of Taxonomy: A Botanical Defense of Cladism. Bot. Rev. 54: 107-128 http://www.phylodiversity.net/donoghue/publications/MJD_papers/1988/021_MJD_BotRev88.pdf Archivado el 6 de enero de 2009 en Wayback Machine.

- -------------------------------. 1985. A Critique of the Biological Species Concept and Recommendations for a Phylogenetic Alternative. The Bryologist 88: 172-181 doi = 10.2307/3243026  — PDF Archivado el 8 de septiembre de 2008 en Wayback Machine.

- b.d. Mishler, michael j. Donoghue. 1982. Species Concepts: A Case for Pluralism. Syst. Zool. 31: 491-503 doi = 10.2307/2413371 en línea

### Libros
- walter s. Judd, c.s. Campbell, e.a. Kellogg, p.f. Stevens, m.j. Donoghue. 2002. Plant systematics: a phylogenetic approach. Ed. Sinauer Axxoc. 2ª edición. ISBN 0-87893-403-0

- ----------------------, roger w. Sanders, michael j. Donoghue. 1994. Angiosperm Family Pairs: Preliminary Phylogenetic Analyses. 51 pp.

- paul s. Manos, michael j. Donoghue. 2001. Historical Biogeography of the Northern Hemisphere: A Symposium. International J. Plant Sci. 162 (6) : 122 pp. Editor Univ. of Chicago Press

- james A. Doyle, Michael John Donoghue. 1986. Seed Plant Phylogeny and the Origin of Angiosperms: An Experimental Cladistic Approach. The Botanical review 52 (4): 110 pp. Editor The New York Botanical Garden

- La abreviatura «Donoghue» se emplea para indicar a Michael John Donoghue como autoridad en la descripción y clasificación científica de los vegetales.[1]